# Конрад фон Гохштаден
Ко́нрад фон Гохштаден (нем. Konrad von Hochstaden; 1198 или 1205 — 18 сентября 1261) — архиепископ кёльнский с 1238 года.
Был на стороне пап в их борьбе с императором Фридрихом II и служил главной опорой так называемых «поповских королей» Германии — ланндграфа Тюрингии Генриха Распе и графа Вильгельма Голландского.
С 1249 по 1260 годы он был папским легатом в Германии. Папа Иннокентий IV не решился усилить его могущество утверждением его в архиепископы Майнца.
В 1256 году Гохштаден содействовал избранию Ричарда Корнваллисского, которого короновал в Ахене в 1257 году. Гохштаден сломил в 1259 году почти республиканскую независимость Кёльна и ослабил могущество патрициев возвышением цехов.
В 1248 году заложил знаменитый Кёльнский собор, а в 1263 году — Ксантенский собор.
Статуя Конрада фон Гохштадена на Кёльнской ратуше попирает фигуру, занятую аутофелляцией, наряду с прочими статуями, попирающими другие человеческие пороки.